# Mossoró
Mossoró là một đô thị thuộc bang Rio Grande do Norte, Brasil. Đô thị này có diện tích 2110,207 km², dân số năm 2007 là 229787 người, mật độ 108,9 người/km².